# Heinz Heck
Heinz Heck (Berlino, 22 gennaio 1894 – Monaco di Baviera, 5 marzo 1982) è stato uno zoologo e biologo tedesco, ricercatore e autore di libri su animali. Fu direttore dello zoo di Hellabrunn (Monaco di Baviera). Insieme al fratello Lutz Heck, anch'egli zoologo, diresse due progetti di breeding back che portarono alla selezione dei c.d. "Bovino di Heck" e "Cavallo di Heck", presentati dai due ricercatori quali ricostruzione selettiva degli estinti Uro (Bos taurus primigenius) e Tarpan (Equus ferus ferus).

## Biografia
Figlio di Margarete e Ludwig Heck (1860-1951), direttore del Zoologischer Garten Berlin dal 1888 al 1931, Heinz crebbe con il fratello Lutz nel parco dello zoo, ove si interessò molto agli animali e alla zoologia sin dalla tenera età. Fu anche influenzato dagli esploratori coloniali tedeschi amici del padre e dai loro racconti sull'Africa.
Dopo laurea in biologia nel 1920, partecipò a varie spedizioni in Africa. Nel 1928, Heinz divenne direttore dello Zoo di Hellabrunn (Monaco di Baviera), il più importante giardino zoologico della Germania meridionale, ed avviò con il fratello (impegnato a costruirsi una carriera presso lo Zoo di Berlino) un azzardato progetto di breeding back finalizzato alla ricostituzione selettiva di estinti animali selvatici partendo dagli animali domestici dagli stessi selezionati nel corso dei secoli. Obiettivo del progetto (che avrebbe impegnato gli Heck per oltre un ventennio) divenne, specificatamente, la ricostituzione di due distinti animali: l'Uro (Bos taurus primigenius), antenato della vacca domestica, ed il Tarpan (Equus ferus ferus), antenato del cavallo domestico. Esito, ancora oggi molto discusso, del progetto fu la creazione dei c.d. "Bovino di Heck" e "Cavallo di Heck". L'esperimento venne criticato sulla base del fatto che un animale estinto non fosse più, per definizione, ricreabile. Secondo la teoria dei fratelli Heck, invece, i geni di un animale estinto esistevano ancora nei suoi discendenti (v. "Neontologia") e l'animale poteva pertanto essere ricreato. 
Heinz Heck è anche noto per il ruolo cruciale da lui giocato nella preservazione del bisonte europeo (Bison bonasus): la specie era allora prossima all'estinzione e rappresentata da soli 90 esemplari in cattività in Germania a causa della mattanza effettuatane nel corso della prima guerra mondiale. Per preservare i bisonti, Heck ne redasse nel 1923 il libro genealogico, il primo mai realizzato per una specie non domestica, poi pubblicato nel 1932. Grazie agli sforzi di Heinz Heck, la popolazione dei bisonti europei è aumentata in modo significativo e la specie è stata reintrodotta in natura.